# Kiribati
Quiribáti, Quiribati ou Kiribati (pronunciado em português: [kiɾiˈbati]; em inglês: Kiribati, pronunciado: [ˌkɪrɪˈbæs] ou [ˌkɪrɪˈbɑːti]; em gilbertês, Kiribati, pronunciado: [ˌkiɾiˈbæs]), oficialmente República de Quiribáti (em inglês: Republic of Kiribati; em gilbertês: Ribaberiki Kiribati), é um país soberano composto por 33 ilhas, com atóis e recifes espalhados por uma vasta área ao centro do oceano Pacífico, abrangendo da Micronésia à Polinésia. É o único país do mundo com territórios nos quatro hemisférios da Terra. Apesar disso, seu território terrestre total, somado, coloca-o entre os menores países do mundo. É o primeiro país do mundo a mudar de ano, na ilha de Quiritimati, devido ao fuso horário (UTC+14), de modo que a República de Quiribáti é o país mais adiantado em questão de horário.
Compreende alguns arquipélagos (grupos de ilhas): de oeste para leste, a ilha de Banaba, as ilhas Gilbert, as ilhas Fênix e quase a totalidade das Espórades Equatoriais, à excepção de algumas possessões estadunidenses ao norte do arquipélago. Quiribáti tem fronteira marítima com as Ilhas Marshall, a noroeste; com as possessões dos Estados Unidos das ilhas Howland e Baker, a norte; com as três possessões dos Estados Unidos nas Espórades, também a norte (Kingman, Palmyra e Jarvis); com o território francês da Polinésia Francesa, a sudeste; com as Ilhas Cook e a possessão neozelandesa de Toquelau, a sul; com Tuvalu, também a sul; e com Nauru, a oeste. Sua capital é o atol de Taraua (Tarawa, em inglês). Porém, por vezes indicada como sendo especificamente o conjunto de ilhas de Taraua do Sul (South Tarawa em inglês), outras vezes como o próprio atol de Taraua (que inclui Taraua do Sul).
É considerado um dos países mais suscetíveis às mudanças climáticas e ao consequente aumento do nível dos oceanos. Especula-se que a existência do país esteja, assim, ameaçada, estando as ilhas de Quiribáti condenadas a desaparecer.

## História

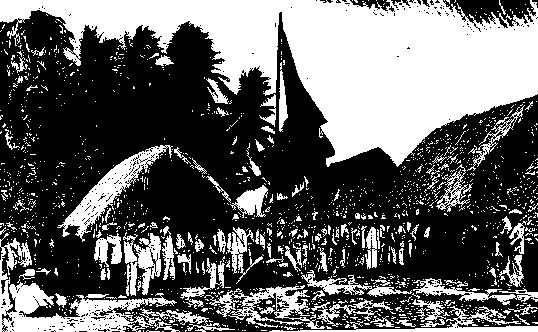
Declaração de um protetorado sobre Abemama pelo capitão Davis em 1892

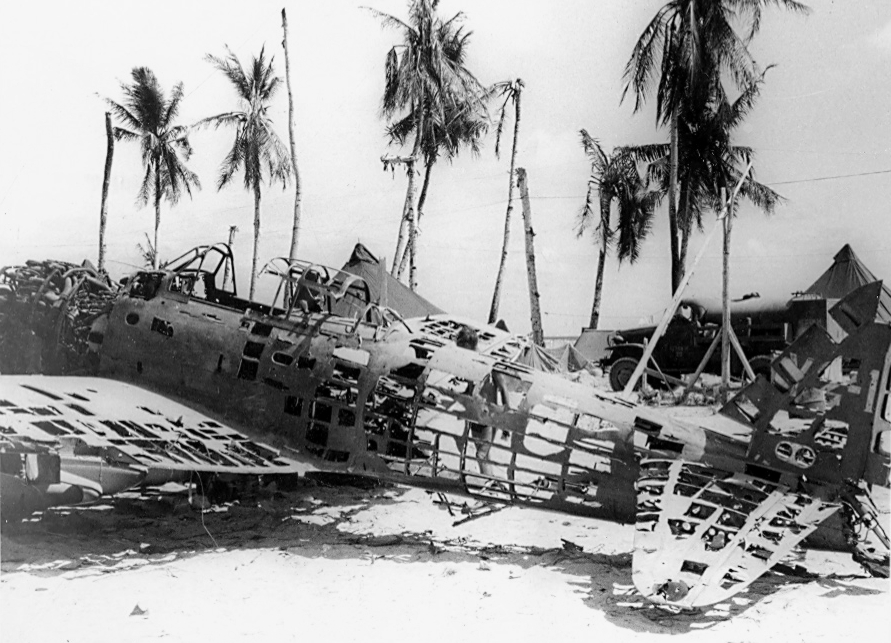
Destroços de avião Japonês em Kiribati

As Ilhas Gilbert eram habitadas há pelo menos 4 mil ou 5 mil anos por alguns habitantes da Ásia que falavam a atual língua oficial de Kiribati, o gilbertês, antes de terem qualquer contacto com europeus, provavelmente espanhóis, no século XVI. As ilhas foram "batizadas" em 1820 por um almirante da Estónia, Adam Johann von Krusenstern e pelo seu capitão francês Louis Duperrey, em homenagem ao capitão britânico Thomas Gilbert, que tinha "descoberto" o arquipélago em 1788.
Pescadores de joaninhas e mercadores de escravos começaram a visitar as ilhas em grande número no século XIX e a confusão resultante fomentou vários conflitos e a introdução de doenças. Num esforço para restaurar a ordem, em 1892, as ilhas tornaram-se um protectorado britânico, juntamente com as ilhas Ellice, e passaram a ser uma colónia em 1916. Nos anos que seguiram, os britânicos incorporaram as ilhas da Linha e as ilhas Fénix à colónia, à qual deram estatuto autónomo em 1971. Em 1978, as Ellice Islands tornaram-se o estado independente de Tuvalu e a independência de Quiribáti seguiu-se a 12 de Julho de 1979. Com a independência, os Estados Unidos entregaram à nova república a ilha Fênix e quase todas as ilhas da Linha.
Kiribati é um arquipélago formado por 33 ilhas de coral e vários atóis e era cortado pela Linha Internacional de Data. Quando em Bairiki (oeste do país) era manhã de domingo, no leste do país era manhã de sábado. Esta situação alterou-se em 1995, pelo realinhamento da Linha Internacional de Data, fazendo com que Kiribati seja o país mais oriental do Mundo. Assim, a Ilha Caroline, que foi o primeiro território do Mundo a entrar no terceiro milénio, foi renomeada Ilha do Milénio.
Em março de 2008, o país criou o terceiro maior parque marinho do mundo. Menos de três meses depois, em 5 de junho, Dia mundial do meio ambiente, seu presidente Anote Tong, pediu ajuda à comunidade internacional para evacuar o país antes que ele desapareça, devido aos efeitos do aquecimento global.

## Geografia

### Clima

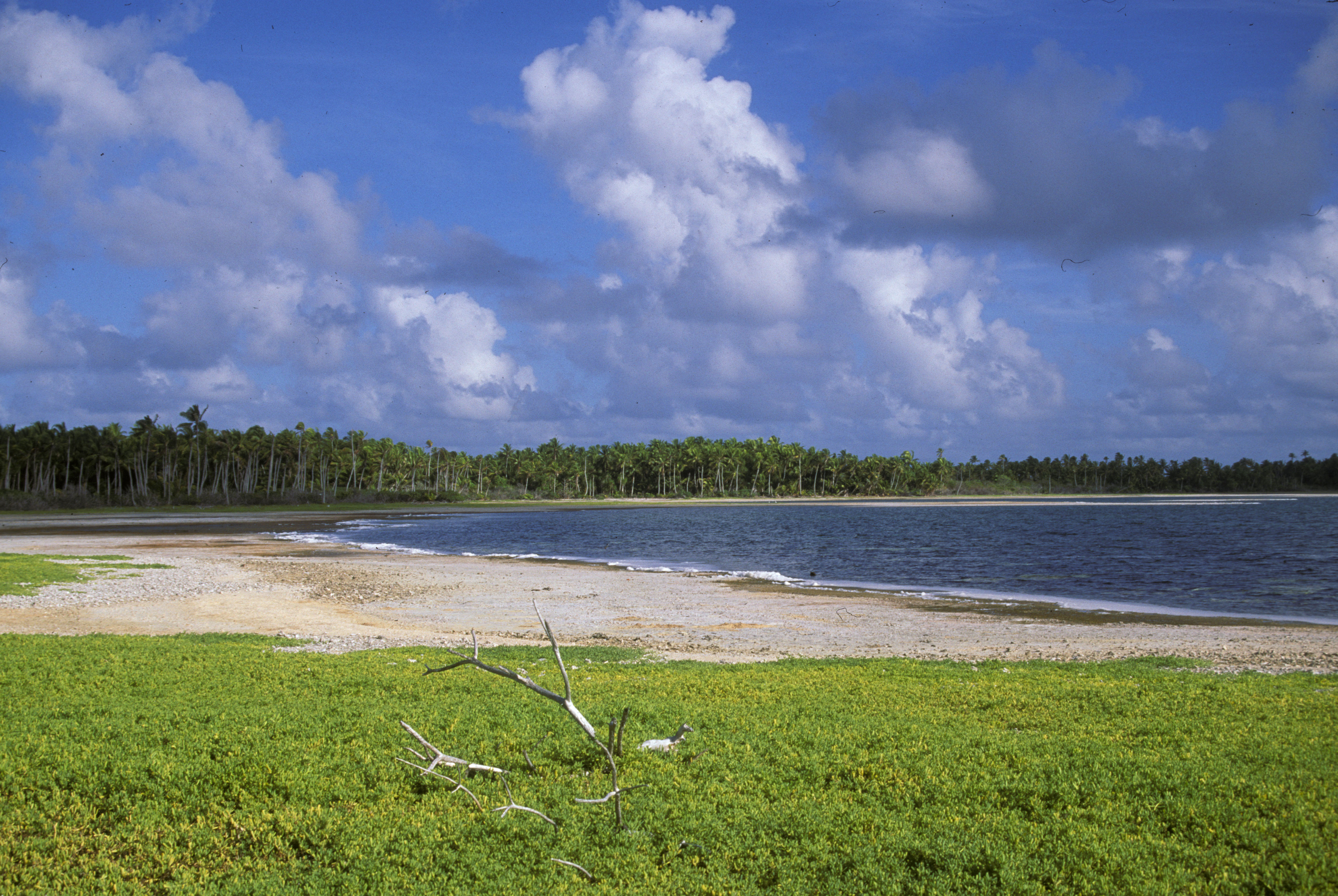
O clima de Kiribati é equatorial oceânico

A maioria das ilhas do Arquipélago de Gilbert, Line e de Fênix estão localizados em zona seca de um clima equatorial oceânico. O clima de Kiribati é dependente de duas áreas: uma intertropical, que determina o nível de precipitação nos atóis do Norte; e do Pacífico Sul, que determina o nível de precipitação nos atóis do Sul. Nestes dois conceitos, também estão ligados duas anomalias - o fenômeno de El Niño e de La Niña. Durante o El Niño, a zona de convergência intertropical se move para o norte em direção à linha do Equador e durante o La Niña se move para o sul em direção à linha do Equador.
Nos atóis do norte, localizados no Arquipélago de Gilbert e Ilhas da Linha, a precipitação é maior que nos atóis do sul. As chuvas do Kiribati variam por ano de 1 100 mm no sul, 3 000 mm no norte, 4 000 mm nas Ilhas da Linha e 800 mm em Cantol, Ilha Fénix. Os furacões ocorrem raramente, o índice é baixo.
Kiribati está sendo ameaçado pelo aquecimento global, incluindo o aumento do nível do mar, motivo pelo qual o então presidente Tong cogitou em comprar terras de Fiji e deslocar a população.

## Política
O Kiribati é um Estado soberano, sendo uma república democrática representativa. O sistema político moderno de Kiribati é formado com base no sistema colonial, existente na ilha há quase um século.
Após a independência, em 12 de julho de 1979, foi adotada pela Constituição da República de Kiribati um sistema político com traços de uma república presidencial e uma república parlamentar, que, de acordo com seus compiladores, acreditam melhor refletir a estrutura sócio-política igualitária da sociedade gilbertesa, na qual a equalização geral aparece como um princípio de organização da vida social.
O Parlamento de Kiribati, chamado Maneaba ni Maungatabu, é eleito de quatro em quatro anos e consiste em 45 representantes. Maneaba é também o nome dado às casas de reuniões em todas as comunidades locais. O presidente é em tempos diferentes chefe de estado e chefe de governo, e tem a designação de te Beretitenti (pronuncia-se "te peresitensi"). Cada uma das 21 ilhas habitadas possui um conselho local que é responsável pelos assuntos quotidianos. A exceção é Taraua (em inglês e quiribati, Tarawa), onde existem três conselhos: Betio, Taraua do Sul e Taraua do Norte. e Tabiteuea, onde existem dois conselhos: Tabiteuea-Norte e Tabiteuea-Sul.

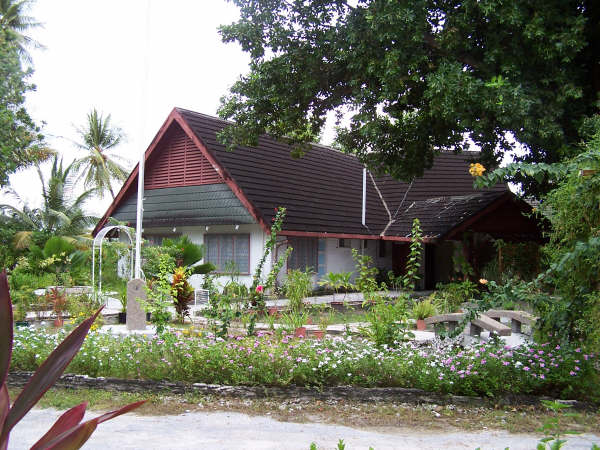
Residência presidencial do Kiribati na cidade de Taraua.
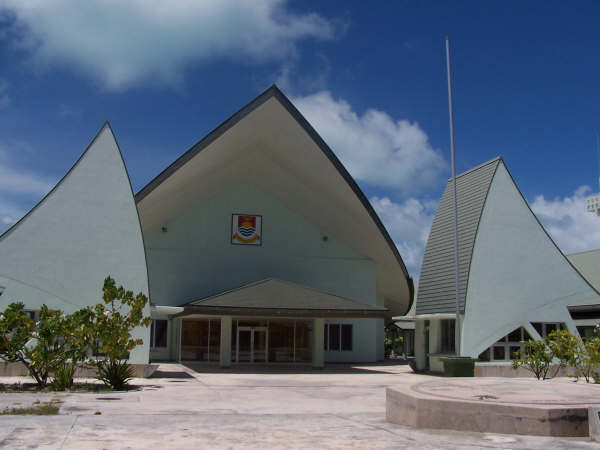
Casa do parlamento de Kiribati na cidade de Taraua do Sul.
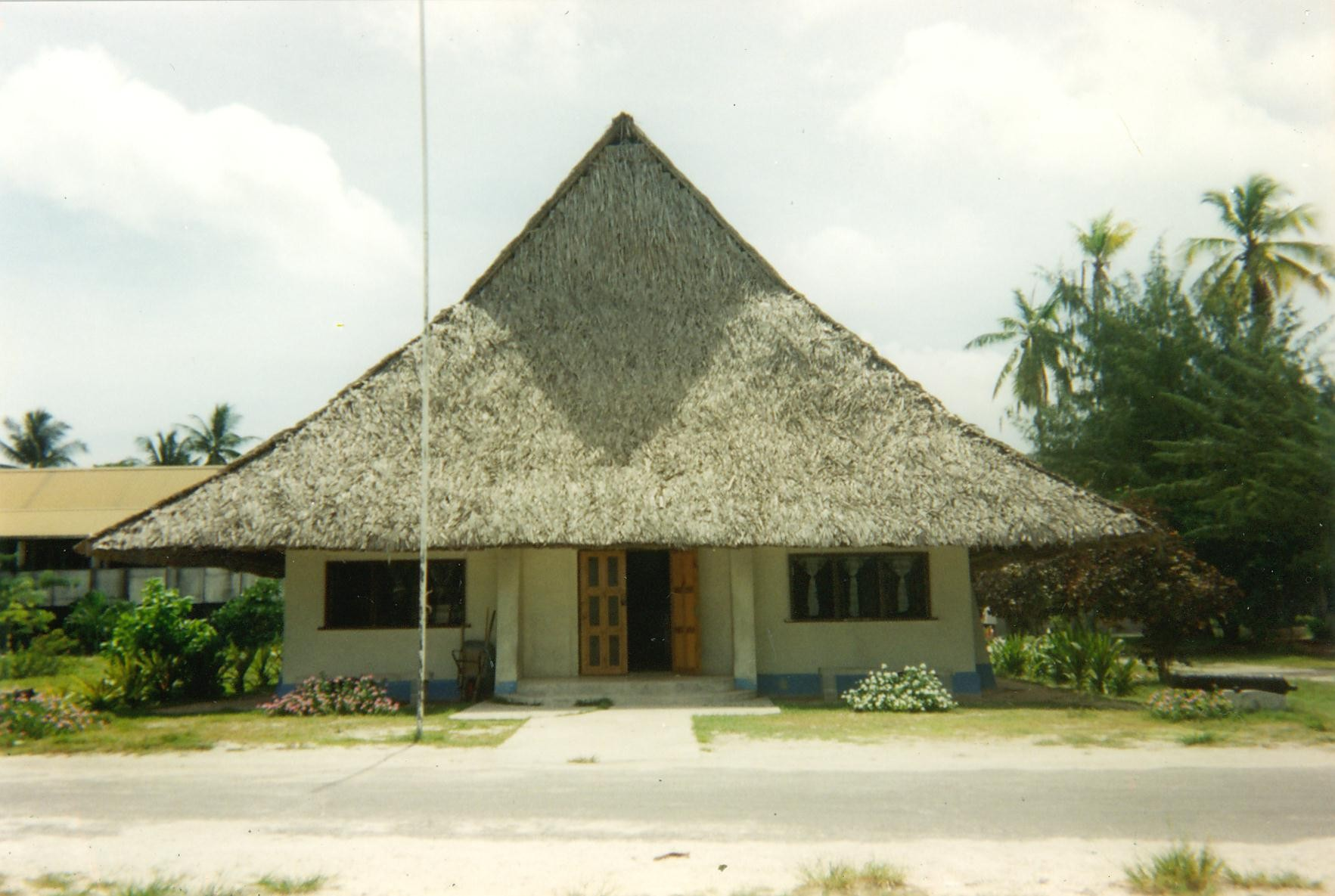
Antiga casa da Assembleia política de Kiribati en Bairiki.

## Subdivisões

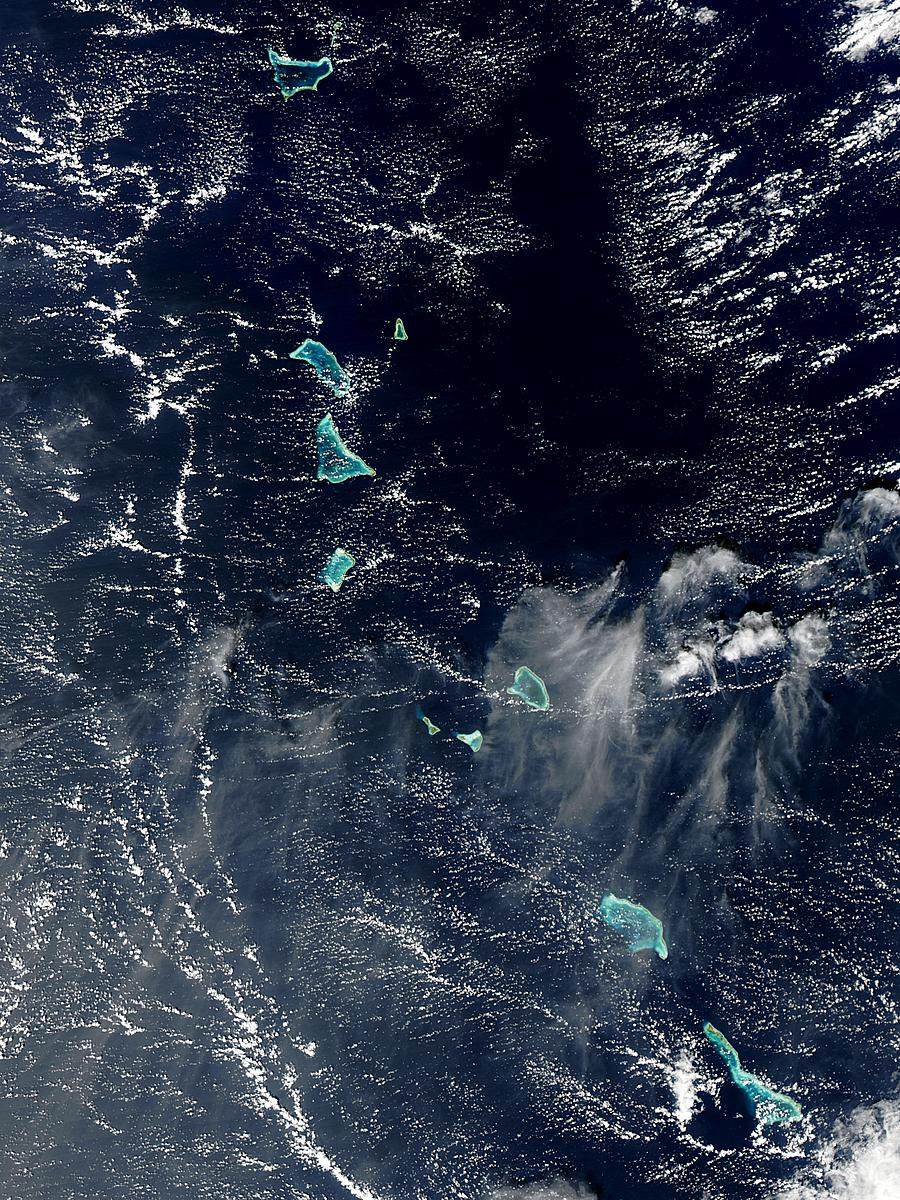
Imagem-satélite de Kiribati

Kiribati estava dividido em 6 distritos até sua independência:
- Banaba
- Espórades Equatoriais
- Central Gilberts
- Northern Gilberts
- Southern Gilberts
- Taraua

Atualmente Kiribati administrativamente está dividido em 5 distritos. As Ilhas Gilbert estão divididas em 4 distritos, enquanto as Ilhas Fênix e Line estão agrupadas em 1 distrito único.
- Ilhas Gilbert
  - Kiribati Central
  - Kiribati do Norte
  - Kiribati do Sul
  - Taraua do Sul
- Ilhas da Linha e Fênix
  - Linha & Fênix

## Geografia

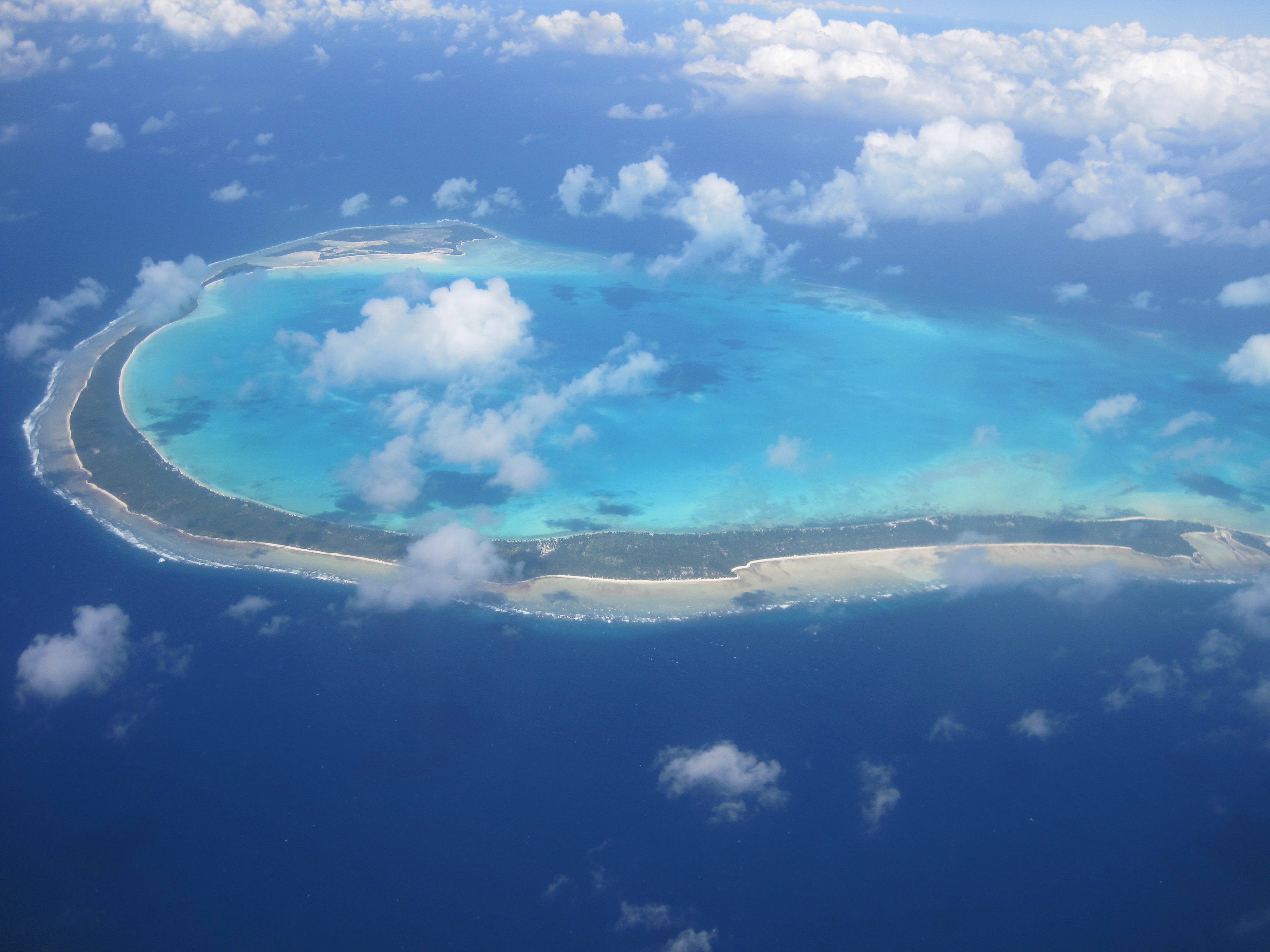
Onotoa, distrito das Ilhas Gilbert.

A República do Kiribati é membro das Nações Unidas e da Commonwealth (a Comunidade de Nações, antiga Comunidade Britânica). Consiste num conjunto de 33 atóis de coral, agrupados em três grupos de ilhas, no centro do Oceano Pacífico. De oeste para este temos o grupo das ilhas de Gilbert (17), as Ilhas Fénix (8) e as ilhas da Linha (8), excluindo três da parte norte deste grupo que são território dos Estados Unidos.
Taraua (em inglês e quiribati/gilbertês, Tarawa) é a capital (com 25 154 habitantes), dividida em três centros administrativos: Bairiki (executivo), Ambo (legislativo) e Betio (judiciário). Fica situada no atol de Taraua, no norte das Ilhas Gilbert.
Kiribati tem uma área de 811 km² e só 20 das ilhas são habitadas. As ilhas do grupo Fenix não têm uma população permanente. Banaba (antiga ilha Oceano) também faz parte do Kiribati e é a mais rica das ilhas. As ilhas que constituem Kiribati, estão dispersas por uma extensão de 5 milhões de quilómetros quadrados no Pacífico. O seu ponto mais alto tem apenas 81 m, e situa-se na ilha Banaba.
Já foram colônias e protectorados britânicos e estiveram ocupadas pelos japoneses durante a Segunda Guerra Mundial, sendo retomadas pelas tropas dos EUA depois da violenta Batalha de Taraua, em novembro de 1943.

## Economia

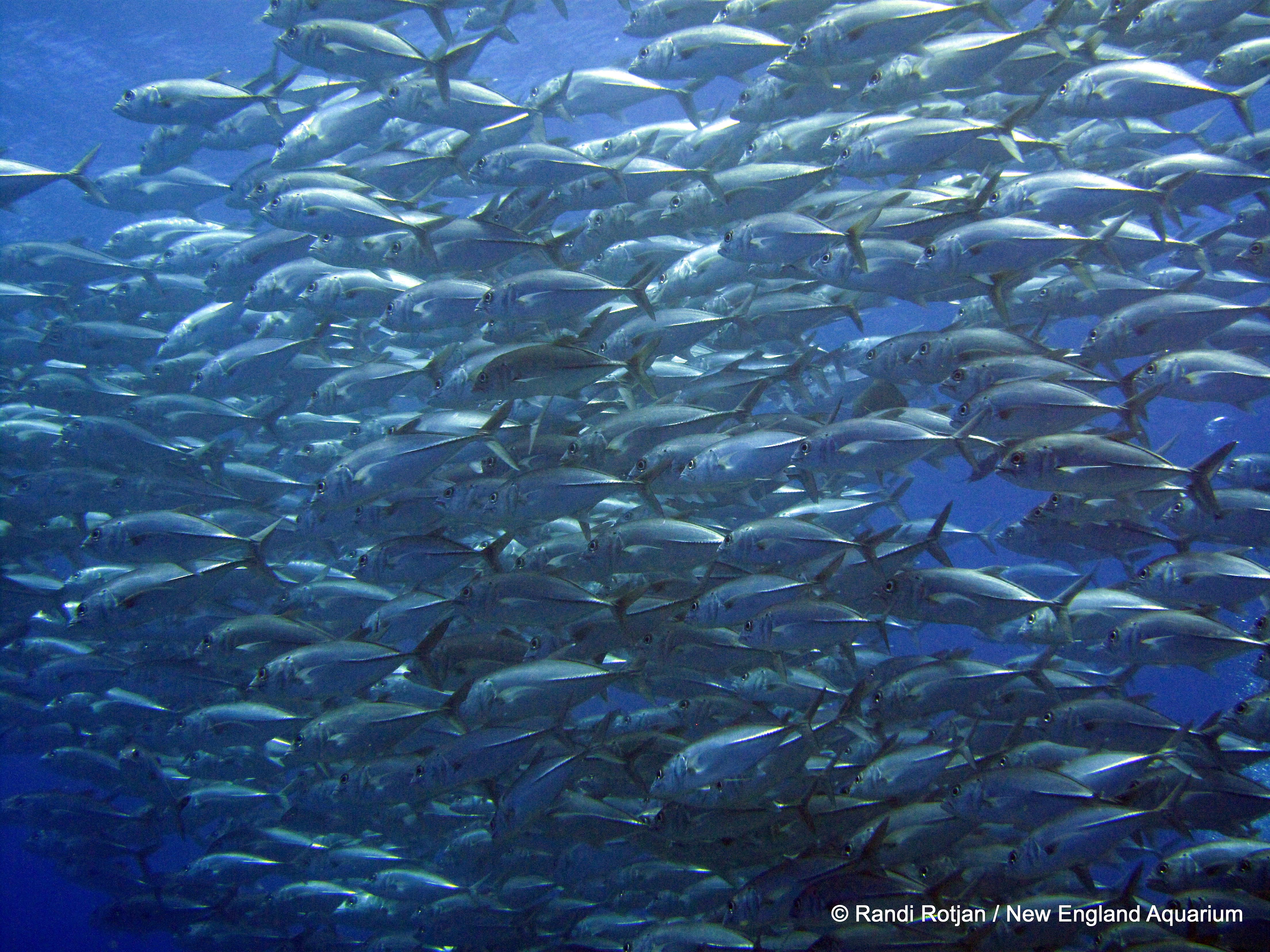
Cardume de Caranx sexfasciatus, ilhas Fénix.

Principais produtos de exportação de Kiribati em 2019.

O Kiribati possui uma economia baseada na agricultura e na pesca. Sendo composto por 33 pequenos atóis, o país possui poucos recursos naturais. As jazidas comercialmente viáveis de fosfato de Banaba, importantes para a economia até à década de 1970, esgotaram-se aquando da independência do Reino Unido em 1979, não se conhecendo mais nenhumas jazidas minerais no país. A sua principal indústria é a pesca, um setor crucial na economia do país graças às receitas das licenças de pesca pagas pelos navios estrangeiros que operam no interior da sua enorme zona económica exclusiva (ZEE), rica em recursos marinhos. Apesar do solo pobre e da pequena área do país, a agricultura desempenha um papel importante na economia, nomeadamente na produção de copra, um dos principais produtos de exportação do Kiribati. O turismo representa menos de 2% do PIB do país, que em média recebeu anualmente entre três a quatro mil visitantes entre 2005/2009. As remessas dos marinheiros kiribatianos a trabalhar em navios estrangeiros são também importantes para a economia do país, tendo ascendido a AU$ 11,6 milhões em 2009.
O fraco desenvolvimento económico do país deve-se à sua escassa infraestrutura, escassez de mão de obra especializada e grande distância geográfica dos mercados consumidores internacionais. A economia do Kiribati depende grandemente das ajudas externas concedidas ao abrigo de programas internacionais de apoio ao desenvolvimento, que representam cerca de 35% do seu PIB (2010).

Em maio de 2011, um relatório do Fundo Monetário Internacional (FMI) descreveu o impacto da Grande Recessão sobre o país da seguinte forma: "o Kiribati foi afetado pela grande crise global através da queda nas remessas e do grande declínio do valor do seu fundo de pensões e do seu fundo soberano - o Revenue Equalization Reserve Fund (RERF). O aumento nos preços dos alimentos e combustíveis em 2008 já teve um impacto negativo sobre a atividade económica. A vulnerabilidade às mudanças climáticas, incluindo a erosão costeira, também aumentou".

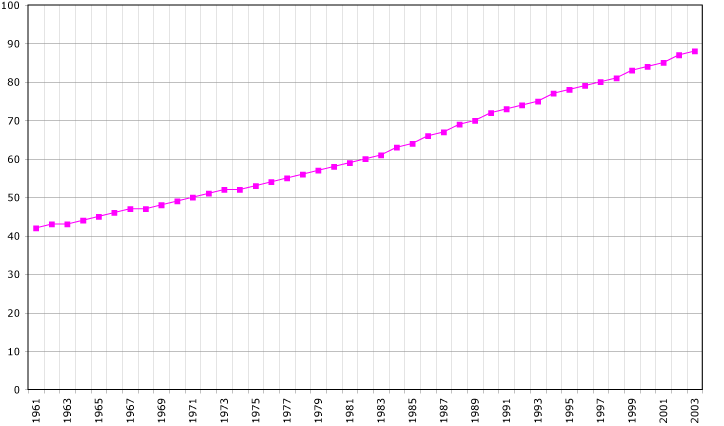
Gráfico sobre a demografia de Kiribati

## Demografia
O país tem uma população de 120 mil habitantes (censo 2020) que vivem principalmente no grupo das ilhas Gilbert, no atol de Taraua. Os povos nativos são majoritariamente micronésios, existindo uma pequena minoria polinésia. A etnia majoritária é a dos i-kiribati, ou gilberteses.
Em termos religiosos, o Kiribati é de maioria cristã, com cerca de 58% da população a seguir o catolicismo romano, por influência de missionários europeus; e cerca de 30% são protestantes, sendo o resto ateus.

### Desenvolvimento

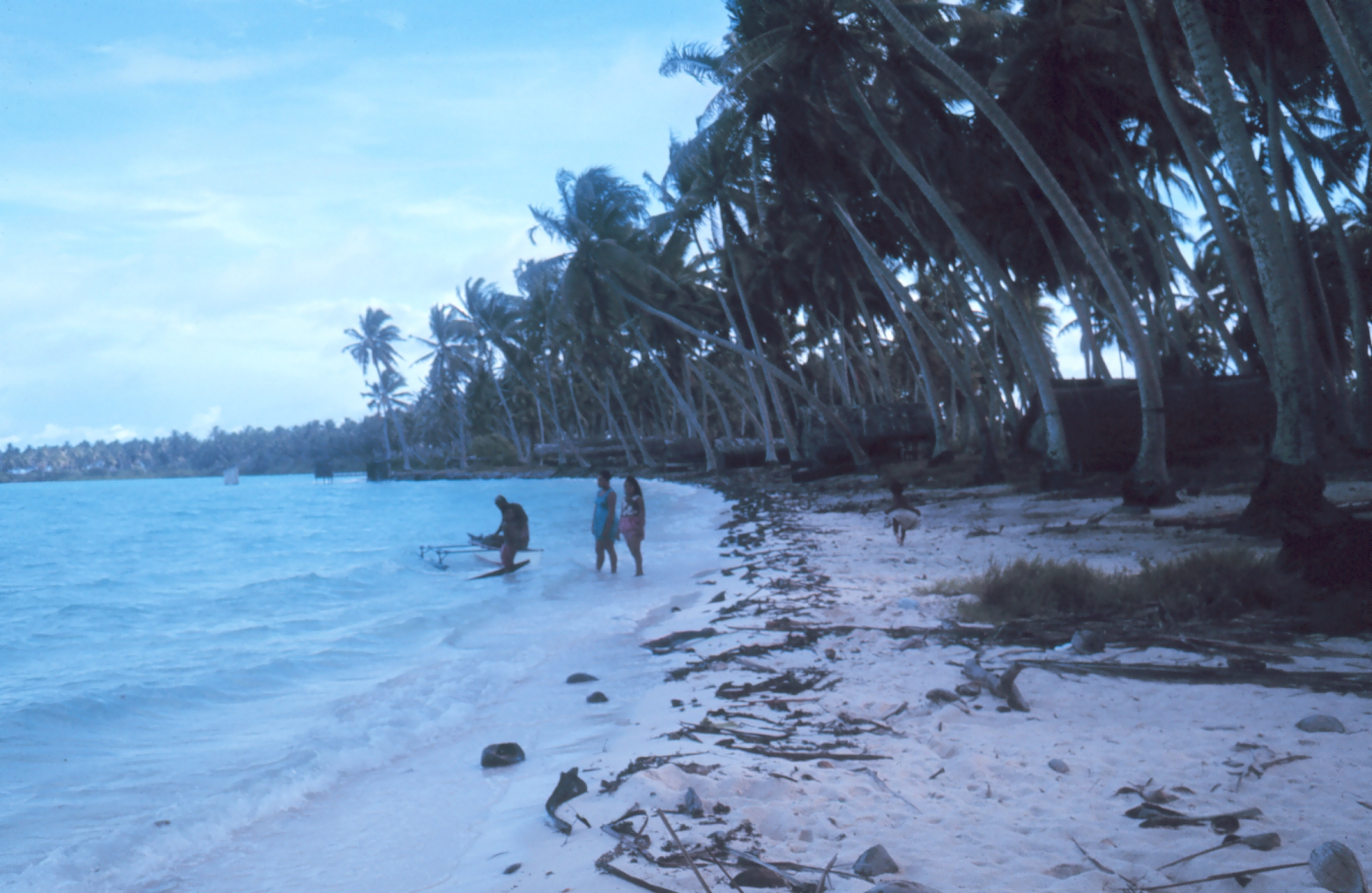
Nativos nas Espórades Equatoriais.

O censo quiribatiano em 2020 estimou uma população de 119 000. Os povos vivem em aldeias feitas de materiais obtidos de coqueiros e pandanus. As frequentes secas dificultam a agricultura em larga escala, por isso, os ilhéus recorrem ao mar em busca de sustento e subsistência. Nos últimos anos, um grande número de cidadãos foram transferidos para a ilha urbana de Taraua.

## Infraestrutura

### Saúde
A população de Kiribati tem uma expectativa de vida de 60 anos (57 para as homens e 63 para mulheres). Infelizmente, na região está presente a tuberculose. Em 1990-2007 havia 23 médicos para mil pessoas, porém foram transferidos cubanos especializados na área. Devido a isso, a taxa de mortalidade infantil é de 54 mortes para mil nascimentos.

### Educação

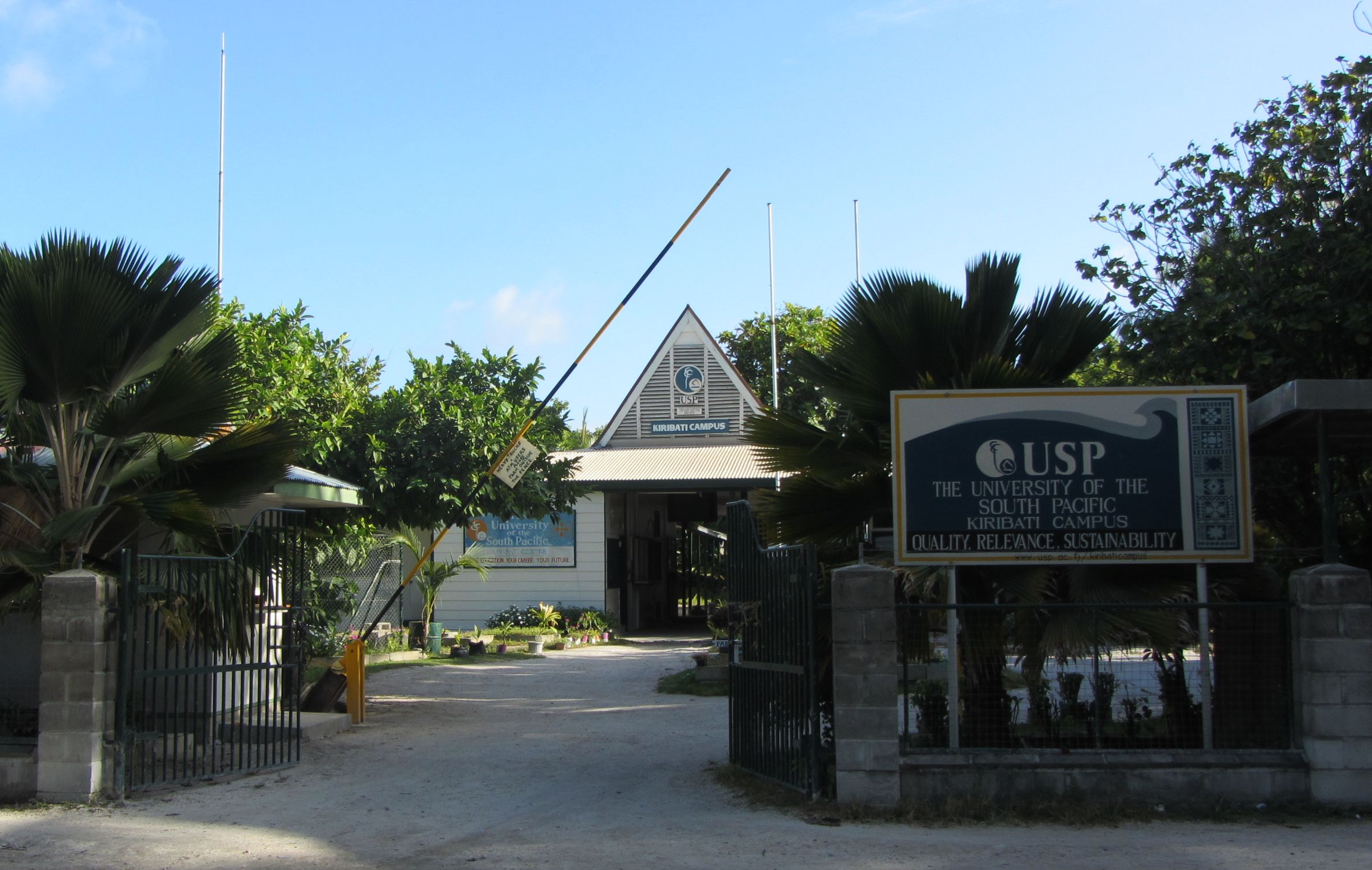
Universidade do Pacífico Sul, campus Kiribati.

O Ministério da Educação é o órgão responsável pela coordenação do sistema nacional de educação, incumbindo das atividades de administração e serviços de supervisão do setor educacional no país. A educação formal é composta por níveis de educação pré-escolar (1 a 6 anos de idade), secundário júnior (7 a 9 anos de idade) e o secundário sênior (10 a 13 anos de idade). A educação primária é gratuita e obrigatória nos seis primeiros anos. O sistema de ensino inclui tanto escolas públicas como privadas, existindo, ainda, algumas escolas missionárias que estão sendo lentamente absorvidas pelo sistema público.
O país possui um total de 94 escolas primárias, 24 escolas secundárias juniores e 16 escolas secundárias sêniors. As escolas de segundo grau do governo são a King George V School, Elaine Bernacchi School, Tabiteuea North Senior Secondary School e Melaengi Tabai Secondary School. A escola Tabiteuea North, em Eita, também é conhecida como Teabike College.
O ensino superior e técnico estão se expandindo. O país possui um campus da Universidade do Pacífico Sul, localizado em Taraua. Nenhuma das instituições de ensino superior do país está listada entre as 10 melhores universidades da Oceania, de acordo com a classificação do QS World University Rankings de 2021.

## Cultura
Os quiribatianos recebem influência da cultura ocidental, com próprias danças e artes marciais. O estilo único de cultura de Kiribati, mostra crenças sobre fantasmas e criaturas mágicas.

### Música

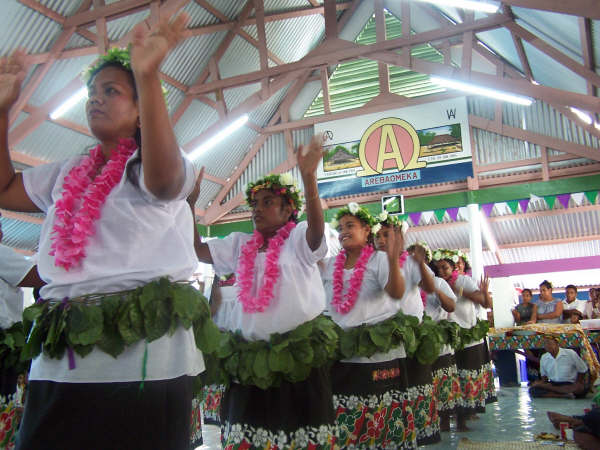
Buki, dança regional de Kiribati.

É comum, em Kiribati, a música folclórica, baseada em torno do canto ou em outras formas de vocalização, acompanhado de percussão corporal. No país, são conhecidas, canções sobre paixão, patriotismo, religião. Os instrumentos mais utilizados em Quiribáti são a guitarra e o tambor.

### Dança
Kiribati tem estilos únicos de dança, caracterizado em oito tipos principais, dentre eles, Ruoia (dividido em três formas sutis: Te Kemai - para homens; Te Kabuti - para mulheres e Te wa ni Banga - para povos do atol de Abemama), Bino, Kaimatoa (conhecida como "a dança da força", pois exige resistência física), Buki (dança caracterizada para mulheres, que vestem saias de dez quilogramas durante o espetáculo), Tirere (realizado com uma vara) e Te Rebwe (para base ao batimento de temporização).

### Feriados
| Data           | Feriado                     |
| -------------- | --------------------------- |
| 1 de janeiro   | Ano-Novo                    |
| 8 de março     | Dia Internacional da Mulher |
| Festa móvel    | Sexta-Feira Santa           |
| Festa móvel    | Páscoa                      |
| Festa móvel    | Segunda-feira de Páscoa     |
| 18 de abril    | Dia Mundial da Saúde        |
| 11 de julho    | Dia do Evangelho            |
| 12 de julho    | Independência               |
| 7 de agosto    | Dia da Juventude            |
| 10 de dezembro | Dia dos Direitos Humanos    |
| 25 de dezembro | Natal                       |
| 26 de dezembro | Boxing Day                  |
| 31 de dezembro | Véspera de Ano-Novo         |